# Lamb (album)
Lamb to debiutancki album duetu Lamb, wydawnictwo ukazało się w 1996 roku nakładem wytwórni muzycznych Fontana Records i Marcury Records.

## Lista utworów
1. "Lusty" - 4:09
2. "God Bless" - 5:53
3. "Cotton Wool" - 5:07
4. "Trans Fatty Acid" - 7:36
5. "Zero" - 5:33
6. "Merge" - 5:44
7. "Gold" - 5:40
8. "Closer" - 3:57
9. "Górecki" - 6:29
10. "Feela" (zawiera ukryty utwór "Cotton Wool", mix Fila Brazillia) - 6:44/17:11